# Luis Rufilanchas
Luis Rufilanchas Salcedo (Gijón, 17 de mayo de 1910 - La Coruña, 11 de julio de 1937) fue un abogado y político socialista español. Fue fusilado por los sublevados tras el inicio de la guerra civil española.

## Biografía
Luis Rufilanchas era profesor en la Universidad Central de Madrid, siendo profesor auxiliar de Derecho y adjunto a la cátedra del también militante del PSOE Jiménez de Asúa. Abogado de muchos de los encartados en el caso Turquesa de 1934, pidió la pena de prisión atenuada para sus patrocinados.
En las elecciones de febrero de 1936, fue elegido diputado en las listas del Frente Popular en la circunscripción de la provincia de Madrid. Como diputado fue adscrito a la Comisión de Actas.
Luis Rufilanchas se encontraba en Galicia en el momento de producirse la sublevación que dio origen a la guerra civil española. Pudo esconderse durante varios meses en diversas ciudades gallegas, tratando de huir a la zona republicana. Sin embargo, tras un nuevo fallido intento de fuga, fue apresado por los franquistas en las inmediaciones de La Coruña entre los meses de febrero y marzo de 1937. Rufilanchas fue encausado por el delito de rebelión militar (causa 291/37 de La Coruña, archivada en el Archivo Militar del Ferrol) y condenado a muerte.  Su ejecución tuvo lugar el 11 de julio de 1937 en La Coruña.